# برزه (مکه)
برزه (به عربی: البرزة) یک منطقهٔ مسکونی در عربستان سعودی است که در استان مکه واقع شده‌است.